# باول دي ليو
باول دي ليو (بالإنجليزية: Paul Di Leo)‏ هو كاتب أغاني وموسيقي أمريكي، ولد في 19 نوفمبر 1965 في نيويورك في الولايات المتحدة.

## وصلات خارجية
- الموقع الرسمي